# Initiale
Eine Initiale oder ein Initial ist ein Anfangsbuchstabe (auch Initialbuchstabe genannt). Von Initialen spricht man vor allem in zwei Fällen: zum einen bei den Anfangsbuchstaben von Personennamen, zum anderen bei Anfangsbuchstaben in Texten, wenn diese vergrößert und meist auch verziert dargestellt sind.

## Initialen von Namen und Wörtern

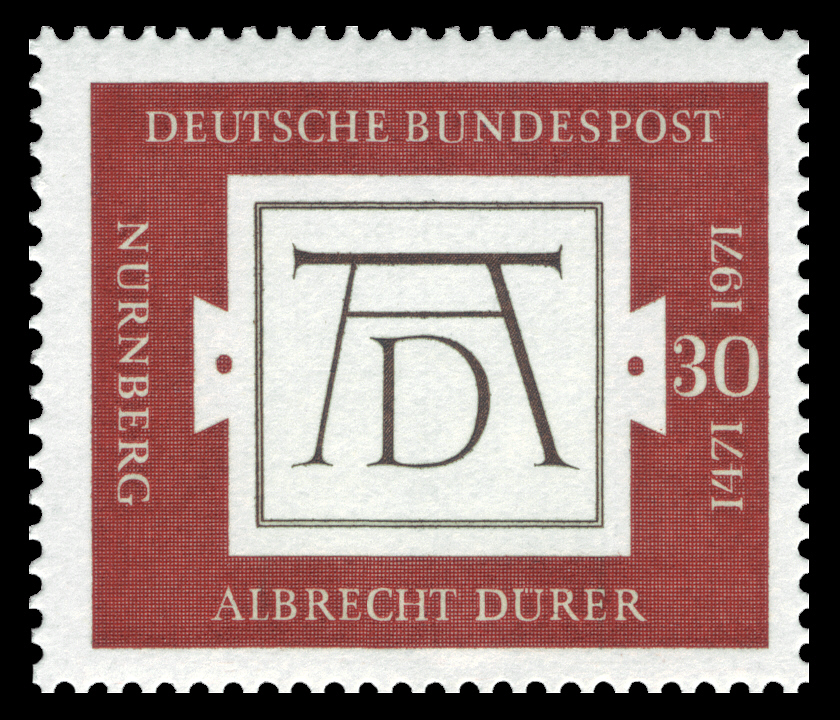
Sondermarke der Deutschen Bundespost (1971) mit dem Monogramm von Albrecht Dürer, in dem er seine Initialen AD künstlerisch gestaltete

Als Initialen bezeichnet man die jeweils ersten Buchstaben eines Namens. Zum Beispiel verwenden viele Künstler ihre Initialen, um ein Werk zu signieren. Aber auch im Arbeitsalltag werden Initialen häufig als Abkürzung des eigenen Namens bei Kurznachrichten oder E-Mails verwendet, so zeichnete Angela Merkel ihre SMS stets mit ihren Initialen „am“.
Ein aus den Initialen von Personennamen bestehendes Namenszeichen wird auch als Monogramm bezeichnet, insbesondere wenn die Buchstaben kunstvoll gestaltet sind.
Laut Duden ist eine Initiale bzw. ein Initial allgemein ein Anfangsbuchstabe – und nur „insbesondere“ der Anfangsbuchstabe eines Vor- oder Nachnamens. Demnach ist die Bezeichnung auch bei anderen Namen sowie allgemein bei Wörtern anwendbar. Man spricht beispielsweise auch bei „INRI“ von Initialen – dabei sind I und N die Initialen des Namens Iesus Nazarenus (Jesus von Nazaret), R und I sind die Initialen der Wörter Rex Iudaeorum (König der Juden).

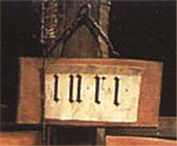
INRI: die Initialen von Iesus Nazarenus Rex Iudaeorum
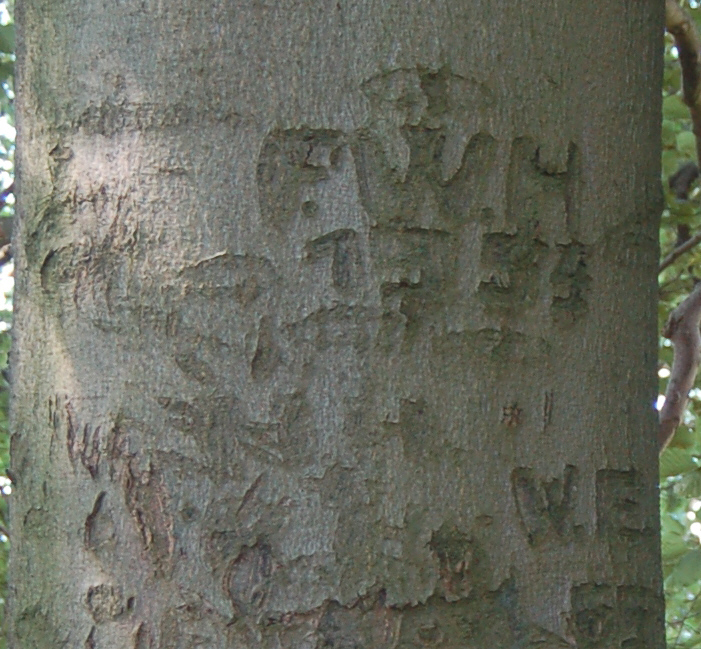
Geschnitzte Initialen in der Rinde eines alten Baumes

## Hervorgehobene Anfangsbuchstaben in Texten
Im Zusammenhang mit der Darstellung von Buchstaben ist eine Initiale ein ausgeschmückter, verzierter oder vergrößerter Anfangsbuchstabe, in der Regel ist es ein Großbuchstabe (eine Majuskel). Man spricht von Schmuckbuchstaben und im Fall von Großbuchstaben von Ziermajuskeln. Initialen können am Anfang eines Buches, eines Kapitels (Kapitelinitialen), einer Kolumne oder eines Absatzes (Absatzinitialen) stehen. Sie tauchen in handgeschriebenen Texten und historischen Druckwerken wie auch im heutigen Werksatz auf.

### Handschriften und alte Drucke

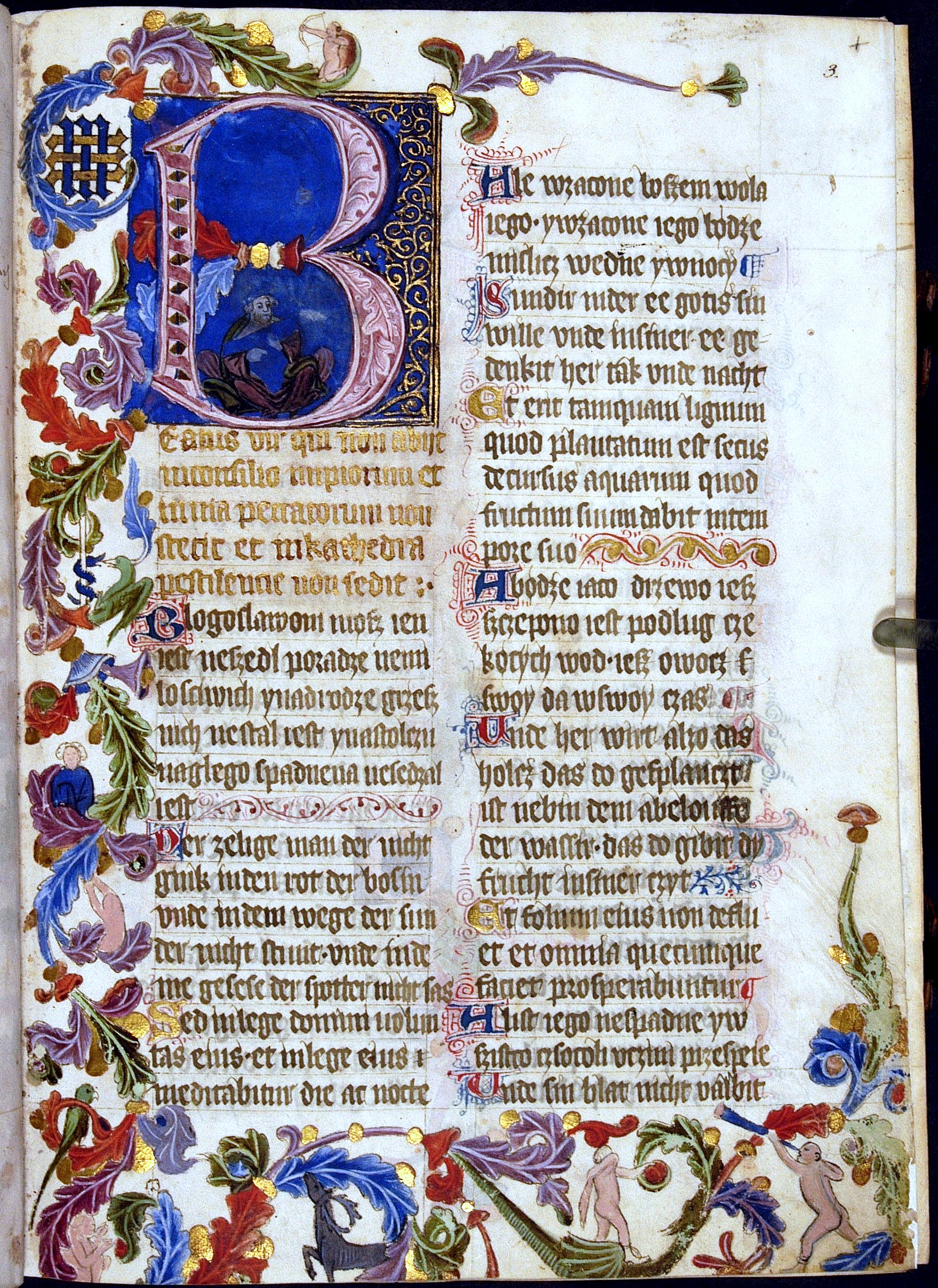
Psalter mit illuminierter Kapitelinitiale und Lombarden am Anfang der Absätze

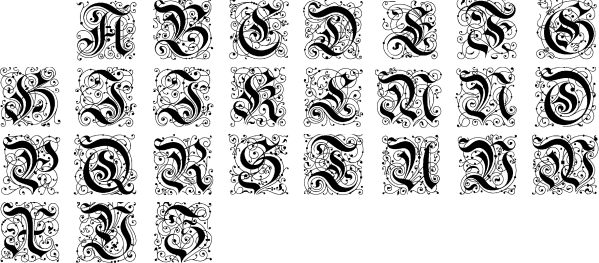
Verzierte Großbuchstaben zur Verwendung als Initialen

In der Vergangenheit des handgeschriebenen Buches wurden Initialen oft reich verziert.
Mit der Erfindung des Buchdrucks um 1450 versuchten Johannes Gutenberg und seine Mitarbeiter, besonders Peter Schöffer, die gedruckten Bücher mit technischen Mitteln wie Handschriften aussehen zu lassen. In den frühen Druckwerken (Inkunabeln) blieb die Rubrizierung von Hand üblich. Sie wurde gegen Ende des 15. Jahrhunderts durch gedruckte Initialen in Holzschnitt oder mit Typenmaterial abgelöst.

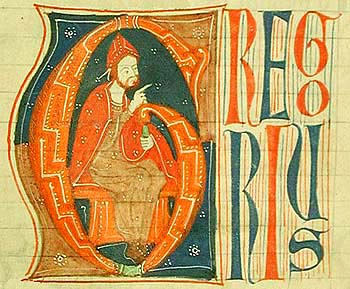
Historisierte Initiale. Hier Papst Gregor IX. in einer Initiale G als Anfang des Namens Gregorius. Handschrift, ca. 1270.
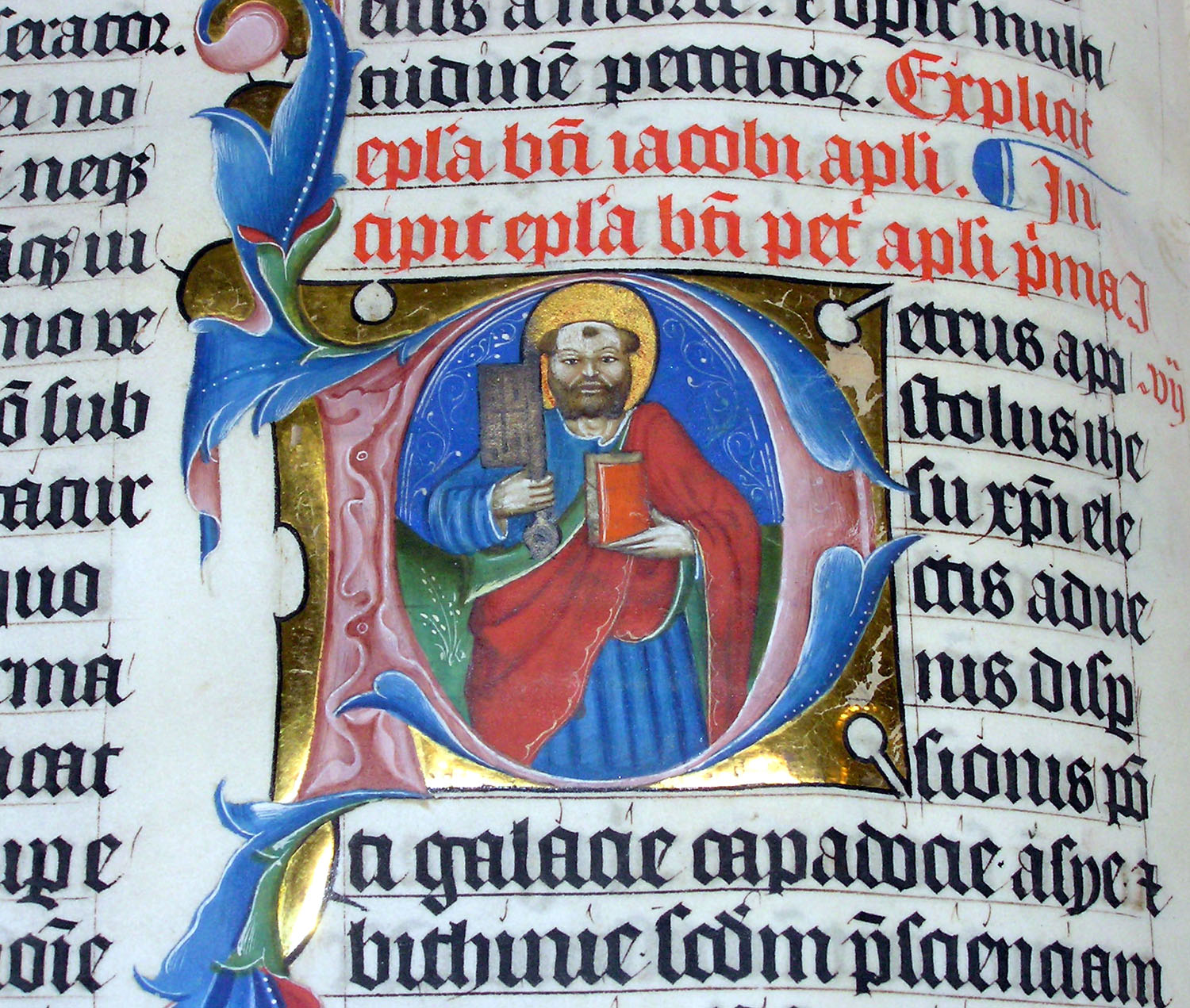
Bewohnte Initiale. Hier ein P in einer Bibel aus dem Jahr 1407. Der Initialkörper wird oft aus Rankenwerk gebildet.
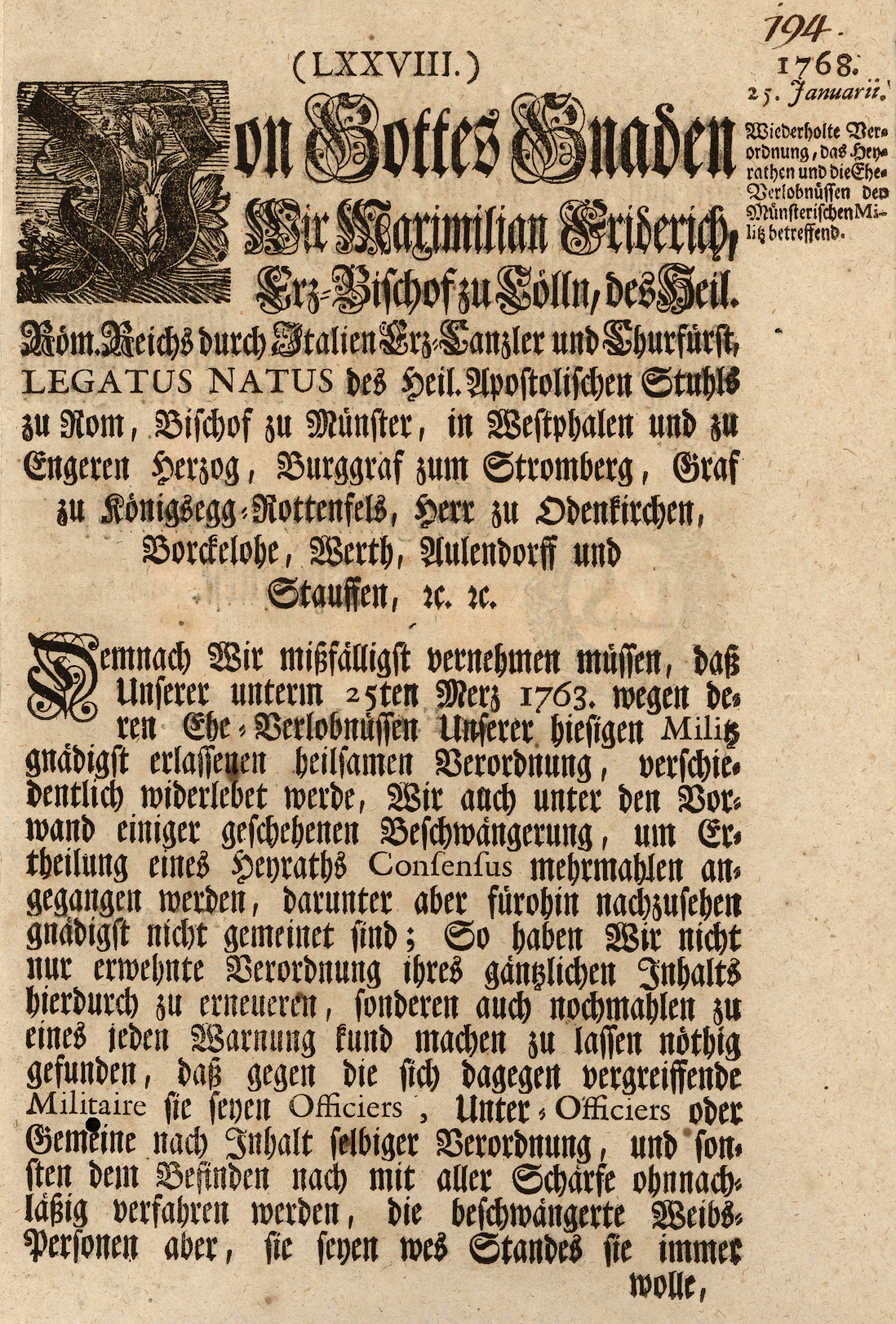
Urkunde von 1768 mit Kapitelinitiale und Absatzinitiale

### Lombarden
Im Spätmittelalter und in der Zeit der Inkunabeln, also bis zum Ende des 15. Jahrhunderts, wurden auch Lombarden verwendet. Sie sehen aus wie kleine Initialen, sind jedoch laut dem Typolexikon von Wolfgang Beinert von diesen zu unterscheiden. Im Gegensatz zu den Initialen dieser Zeit sind Lombarden farblich abgesetzt, aber nicht verziert oder nur wenig verziert. Zudem tauchen sie anders als Initialen auch mitten in Zeilen auf; sie sind dann nur wenig größer als die umgebenden Buchstaben.

### Heutige Typografie

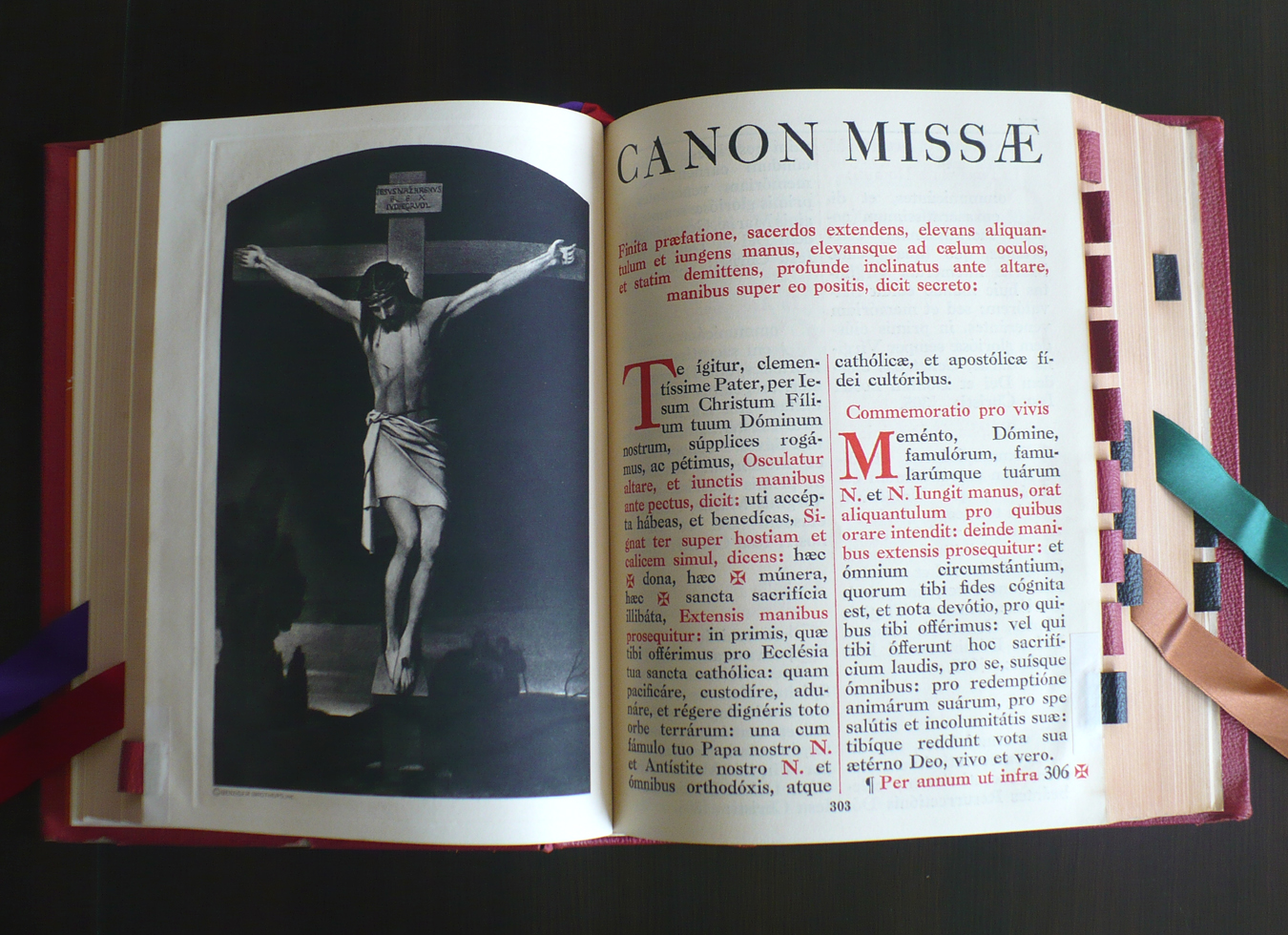
Erste Seite des Canon Missae im Missale Romanum mit zwei Absatzinitialen

In der heutigen Typografie werden als Initialen meist Großbuchstaben aus größeren Schriftgraden verwendet, die ein- oder mehrzeilig angeordnet sein können und stilistisch zur Grundschrift passen sollten. Nach ihrer Platzierung in der Textkolumne unterscheiden Forssmann/de Jong (2004) in ihrem Buch Detailtypografie folgende Arten von Initialen: freistehende Initialen, eingebaute Initialen, überhängende Initialen, angesetzte Initialen und Kassetteninitialen. Weiterhin werden dort die Initialen anhand ihrer Gestalt unterschieden in: Initialen aus einer Satzschrift, verzierte Initialen und illustrierte Initialen.
Wenn der Text mit beispielsweise einem Zitat beginnt und somit ein Anführungszeichen das erste Zeichen ist, werden dieses Zeichen und der nächste Buchstabe als Initialen verwendet. Einschränkend formulieren jedoch Forssman/de Jong dazu in Detailtypografie (S. 288): „Beginnt der Text bei Verwendung von eingebauten Initialen mit einer Anführung, entfällt sie. Nur bei freistehenden Initialen, ob sie stumpf beginnen oder nach Einzug, kann man die Anführung aus der Grundschrift vor die Initialen setzen, und zwar, wie gezeigt, in der Größe der Grundschrift.“

## Sprachliches
Die beiden Wortformen unterscheiden sich im Genus und in der Flexion:
- die Initiale (Femininum) → Genitiv der Initiale, Plural die Initialen.[2] Dies ist die ältere Wortform.
- das Initial (Neutrum) → Genitiv des Initials, Plural die Initiale.[3] Diese Wortform ist seltener und wird laut Duden in Österreich nicht verwendet.[3]

Beide Wortformen gehen auf lateinisch litera initialis „Anfangsbuchstabe“ zurück. Das lateinische Adjektiv initialis „anfänglich“ ist eine Wortbildung zu lateinisch initium „Anfang“ (vgl. die lateinische Wendung ab initio „von Anfang an“).
 Das Fremdwort initial für „anfänglich“ oder „beginnend“ stammt ebenfalls von lateinisch initialis „anfänglich“ ab. Es ist in einigen zusammengesetzten Wörtern wie z. B. Initialwert (Anfangswert) enthalten.